# Ribare, Svrljig
Ribare (izvirno srbsko Рибаре) je naselje v Srbiji, ki upravno spada pod Občino Svrljig; slednja pa je del Niškega upravnega okraja.

## Demografija
V naselju živi 258 polnoletnih prebivalcev, pri čemer je njihova povprečna starost 51,4 let (49,3 pri moških in 53,7 pri ženskah). Naselje ima 118 gospodinjstev, pri čemer je povprečno število članov na gospodinjstvo 2,51.
To naselje je, glede na rezultate popisa iz leta 2002, večinoma srbsko, a v času zadnjih treh popisov je opazno zmanjšanje števila prebivalcev.
|  |

| Demografija | Demografija     | Demografija     |
| Leto        | Št. prebivalcev | Št. prebivalcev |
| ----------- | --------------- | --------------- |
|             |                 |                 |
|             |                 |                 |
|             |                 |                 |
|             |                 |                 |
| 1948        | 723             |                 |
| 1953        | 748             |                 |
| 1961        | 671             |                 |
| 1971        | 549             |                 |
| 1981        | 458             |                 |
| 1991        | 364             | 361             |
| 2002        | 302             | 296             |
|             |                 |                 |

| Etnična sestava po popisu iz leta 2002 | Etnična sestava po popisu iz leta 2002 | Etnična sestava po popisu iz leta 2002 | Etnična sestava po popisu iz leta 2002 | Etnična sestava po popisu iz leta 2002 |
| -------------------------------------- | -------------------------------------- | -------------------------------------- | -------------------------------------- | -------------------------------------- |
| Srbi                                   | Srbi                                   |                                        | 292                                    | 98,64%                                 |
| Muslimani                              | Muslimani                              |                                        | 1                                      | 0,33%                                  |
| Neznano                                | Neznano                                |                                        | 0                                      | 0,0%                                   |